# Gymnangium undulatum
Gymnangium undulatum is een hydroïdpoliep uit de familie Aglaopheniidae. De poliep komt uit het geslacht Gymnangium. Gymnangium undulatum werd in 2000 voor het eerst wetenschappelijk beschreven door Watson. 